# Randall L. Gibson
Randall L. Gibson (Versailles, 1832. szeptember 10. – Hot Springs, 1892. december 15.) az Amerikai Egyesült Államok szenátora (Louisiana, 1883–1892).